# Gütermotorschiff

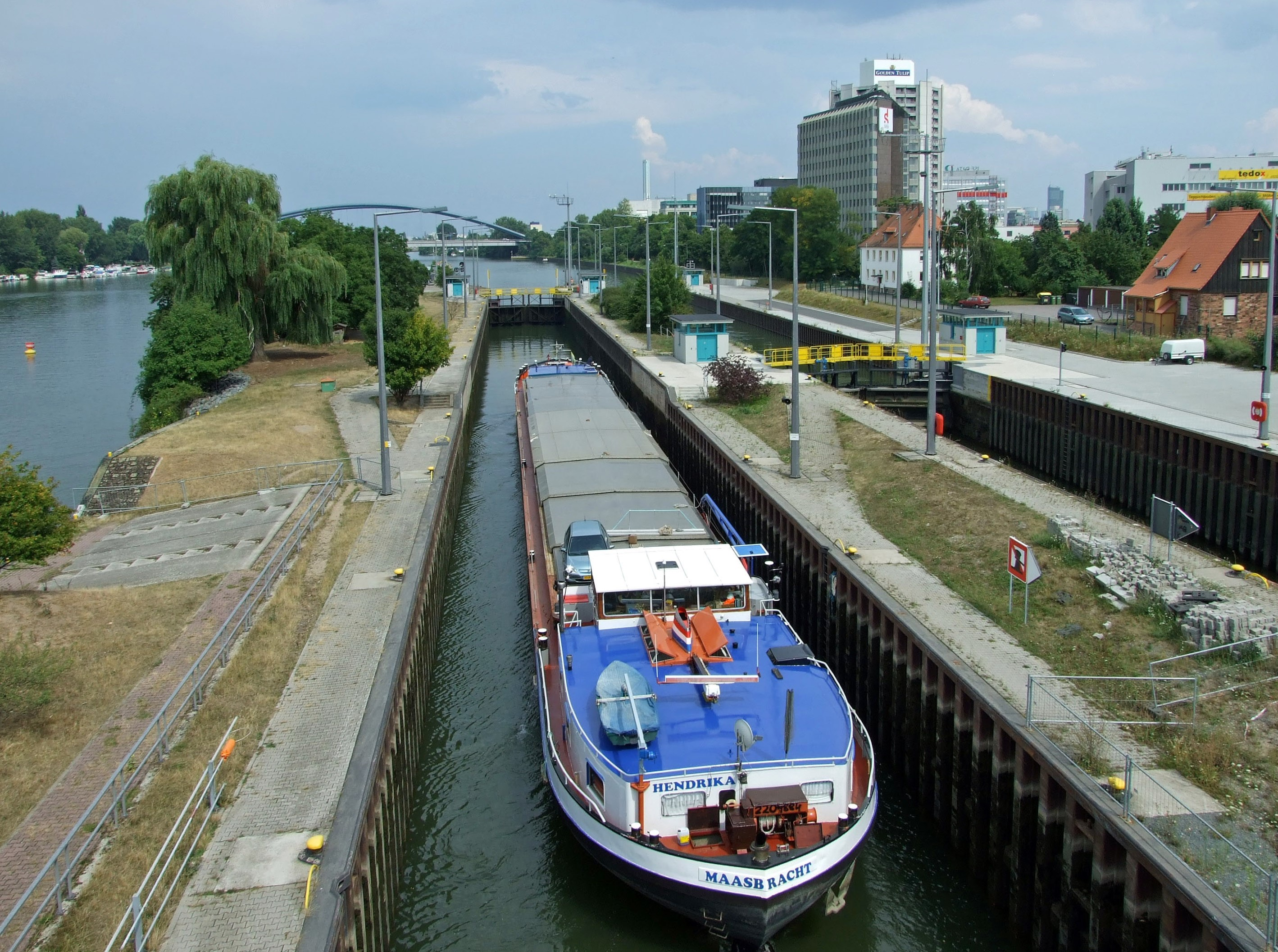
Gütermotorschiff in der Offenbacher Main-Schleuse

 Gütermotorschiff, auch Motorgüterschiff ist der Oberbegriff für fast alle Arten der in der Binnenschifffahrt im Güterverkehr eingesetzten Frachtschiffe, die von der Konstruktion her ausschließlich oder vorzugsweise zum Transport von Frachtgut vorgesehen sind, wie etwa Autotransporter, Containerschiffe, Kühlschiffe, Küstenmotorschiffe oder RoRo-Schiffe, soweit sie über einen eigenen Antrieb verfügen, mit Ausnahme des Schiffstyps Tankmotorschiff.